# Struffoli

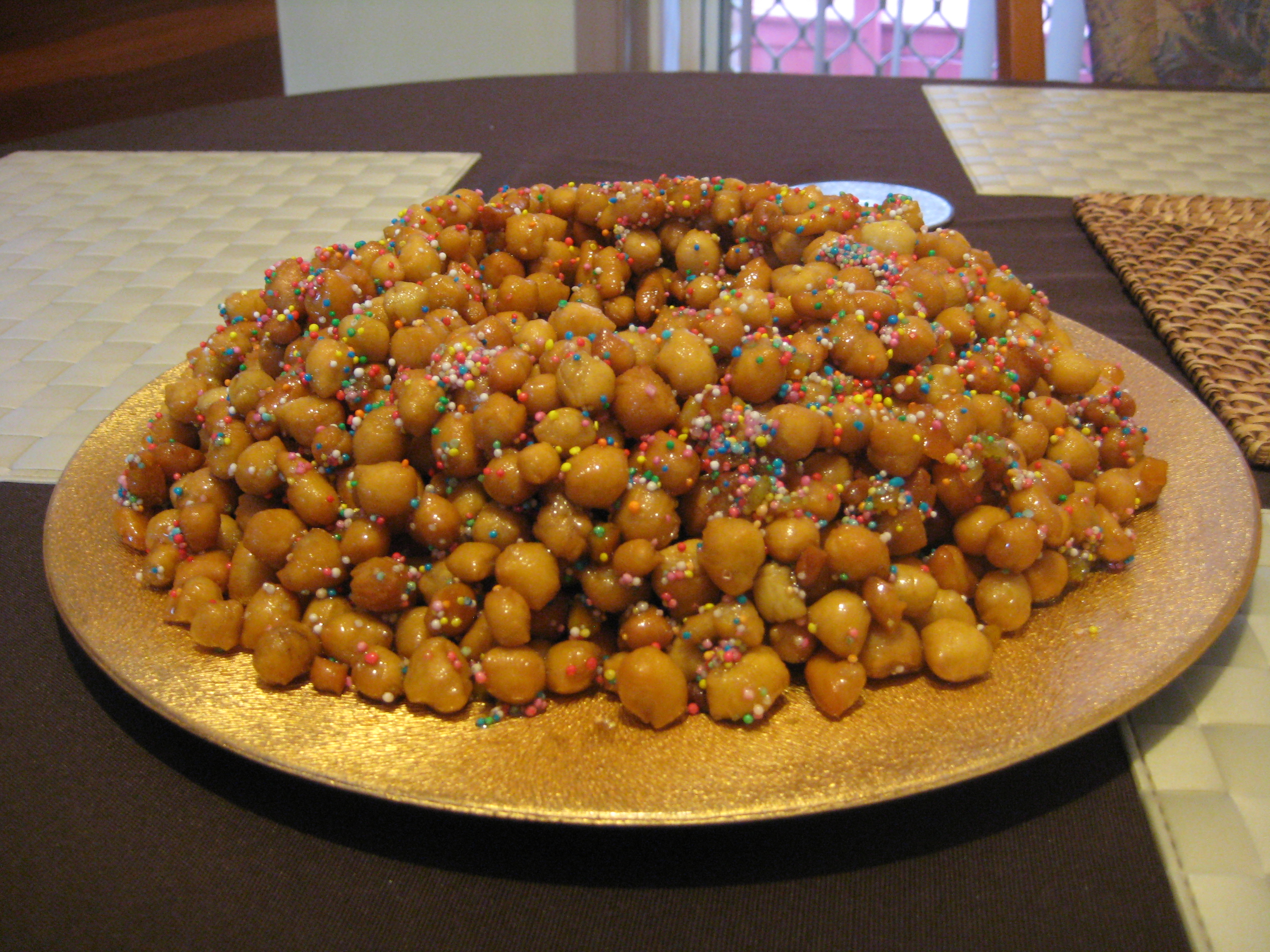
Struffoli

Struffoli ist neben Cicherchiata eine weitere kulinarische Spezialität der Weihnachtszeit, typisch für die Region Kampanien, und besteht aus Dutzenden frittierten Teigbällchen, die in Honig gerollt und mit farbigen Zuckerstreuseln verziert werden. Der Teig aus Mehl, Eiern, Zucker, Fett, Backpulver, Salz und Zitronenschale wird zu Bällchen in der Größe von Murmeln geformt und frittiert. Die in Honig gewälzten Struffoli werden dann kegelförmig auf einer Servierplatte aufgeschichtet. 
Der Begriff stammt vom griechischen Adjektiv stróngylos (runde Form) und teilt aus sprachlicher Sicht die gleiche Wurzel mit dem umbrischen Worte strusia, daher ist ein gemeinsamer proto-indo-europäischer sprachlicher Ursprung wahrscheinlich. Ein Siedegebäck namens struffoli samt dazu gehörigem Küchengerät kann 1570 bei Bartolomeo Scappi nachgewiesen werden.